# Pablo Hernán Gómez
Pablo Hernán Gómez Manzanella (ur. 20 grudnia 1977 w Mendozie, zm. 29 stycznia 2001 w Ixmiquilpan) – argentyński piłkarz występujący najczęściej na pozycji napastnika. Posiadał także obywatelstwo meksykańskie.

## Kariera klubowa

### Argentyna
Gómez swoją profesjonalną karierę piłkarską rozpoczął w 1995 roku w barwach małego klubu Huracán Las Heras. Jesień 1996 spędził jako gracz zespołu Unión de Santa Fe. Podczas sezonu Clausura 1997 grał w drugoligowej drużynie Godoy Cruz, kiedy to w 32 meczach wpisał się na listę strzelców siedmiokrotnie. Wyczyn ten wypromował go do klubu występującego w Primera División – stołecznego Argentinos Juniors. W najwyższej klasie rozgrywkowej Gómez zadebiutował 24 sierpnia 1997 w przegranym 2:4 meczu z Boca Juniors. Swój bilans występów w pierwszej lidze argentyńskiej zamknął na 12 meczach i 2 golach.

### Meksyk
W zimowym okienku transferowym 1998 Gómez został zawodnikiem meksykańskiej Morelii. W Primera División de México pierwszy mecz rozegrał 11 stycznia 1998 – było to zakończone bezbramkowym remisem spotkanie z Pumas. Po pół roku zasilił drugoligową drużynę Tiburones Rojos de Veracruz, jednak w styczniu 1999 wrócił na pierwszoligowe boiska. Z Pachucą wywalczył tytuł mistrzowski w sezonie Invierno 1999 – Gómez został wówczas najskuteczniejszym zawodnikiem Susłów z 10 golami na koncie.

## Osiągnięcia

### Pachuca
- Zwycięstwo
  - Primera División de México: Invierno 1999

## Śmierć
W styczniu 2001 Gómez dostał od zarządu klubu krótkie wolne na odwiedzenie rodziny w San Luis Potosí. 29 stycznia wracał samochodem do Pachuki wraz z żoną i dwójką dzieci. Na trasie Ixmiquilpan–Huichapán stracił panowanie nad pojazdem i zderzył się z ciężarówką. Gómez i jego żona zginęli na miejscu, przeżyły natomiast jego dzieci.
Numer Gómeza – 20 – został zastrzeżony w drużynie Pachuki.